# 趙烈侯
趙烈侯（？—前400年），是中國戰國時期趙國的君主，原名趙籍，趙獻侯之子。
在位時用公仲連、牛畜、荀欣、徐越等人，為政待以仁義，約以王道。當時中山國的騎兵猛烈攻擊趙國，烈侯聯合魏文侯，打擊中山，後遷都邯鄲。趙烈侯六年（前403年），與韓、魏並立為諸侯。周安王二年（前400年）趙烈侯卒，其子年幼，由弟武公代政。